# Schmirn
Schmirn è un comune austriaco di 866 abitanti nel distretto di Innsbruck-Land, in Tirolo.

## Geografia fisica
È situato nell'omonima valle, che si dirama dalla Wipptal in località Sankt Jodok, fino alle Alpi di Tux. Del comune di Schmirn fa parte anche la zona settentrionale di Sankt Jodok, mentre quella meridionale è sotto il comune di Vals.

## Storia
Attraverso il valico Tuxer Joch i Romani invasero la vallata, che poi usarono come pascoli. Schmirn fu citata per la prima volta nel 1249 con il nome di "Vallis Smurne" e divenne poi comune indipendente nel 1811; fino al 1926 anche Hintertux, situata nella valle Ziller (Zillertal), faceva parte del territorio comunale.

## Monumenti e luoghi d'interesse

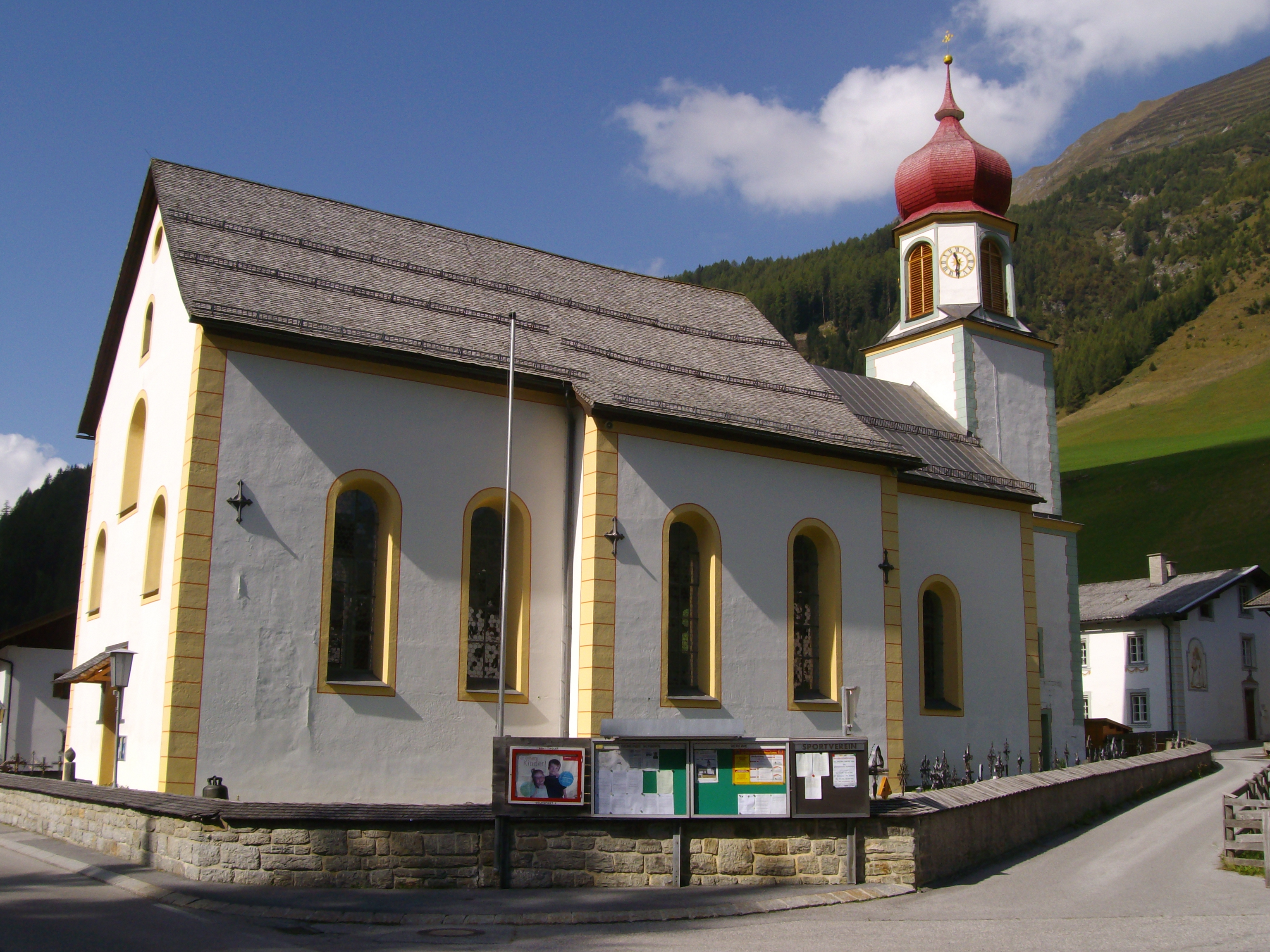
La chiesa parrocchiale di San Giuseppe

Nel 1756-1757 venne costruita una chiesa, in stile barocco, dedicata a san Giuseppe (Sankt Joseph) su progetto di Franz de Paula Penz; nel 1778 fu innalzata a parrocchia e nel 1958-1959 venne restaurata..